# Муіз-уд-дін Бахрам
Муіз-уд-дін Бахрам (*д/н —1242) — 6-й володар Делійського султанату у 1240–1242 роках.

## Життєпис
Син султана Ілтутмиша. Не відзначався особливими здібностями. після смерті старшого брата Фіруза владу у державі захопили сестра Разія Султан. У 1240 році проти неї повстали впливові тюрки на чолі із емір-і-хаджибом Іхтіар-уд-діном Айтегіном. У квітні того ж року вони поставили бахрама новим султаном.
Новий султан не бажав підкорятися владі емірів, тому у липні 1240 році за наказом Бахрама було вбито Айтегіна. Незабаром втекла з в'язниці Разія Султан, але у жовтні Бахрам переміг сестру й остаточно затвердився на троні. Новим емір-і-жаджибом Бахрам призначив Бадр-уд-діна Сункара, представника «Спілки Сорока» (союз найвпливовіших емірів). Проте незабаром й того було страчено за зраду. Такі дії султана викликали конфлікт між бахрамом й тюркською знаттю.
У 1241 році до Пенджабу вдерлися монголи на чолі із Бахадур Таїра, який захопив Лахор. війська, які бахрам відправив проти ворогів, біля ріки Сатлендж зупинилися й рушили на Делі, де незабаром захопили й стратили султана бахрама. Новим володарем еміри оголосили небожа покійного — Ала-уд-дін Масуд-шаха.